# Plaka

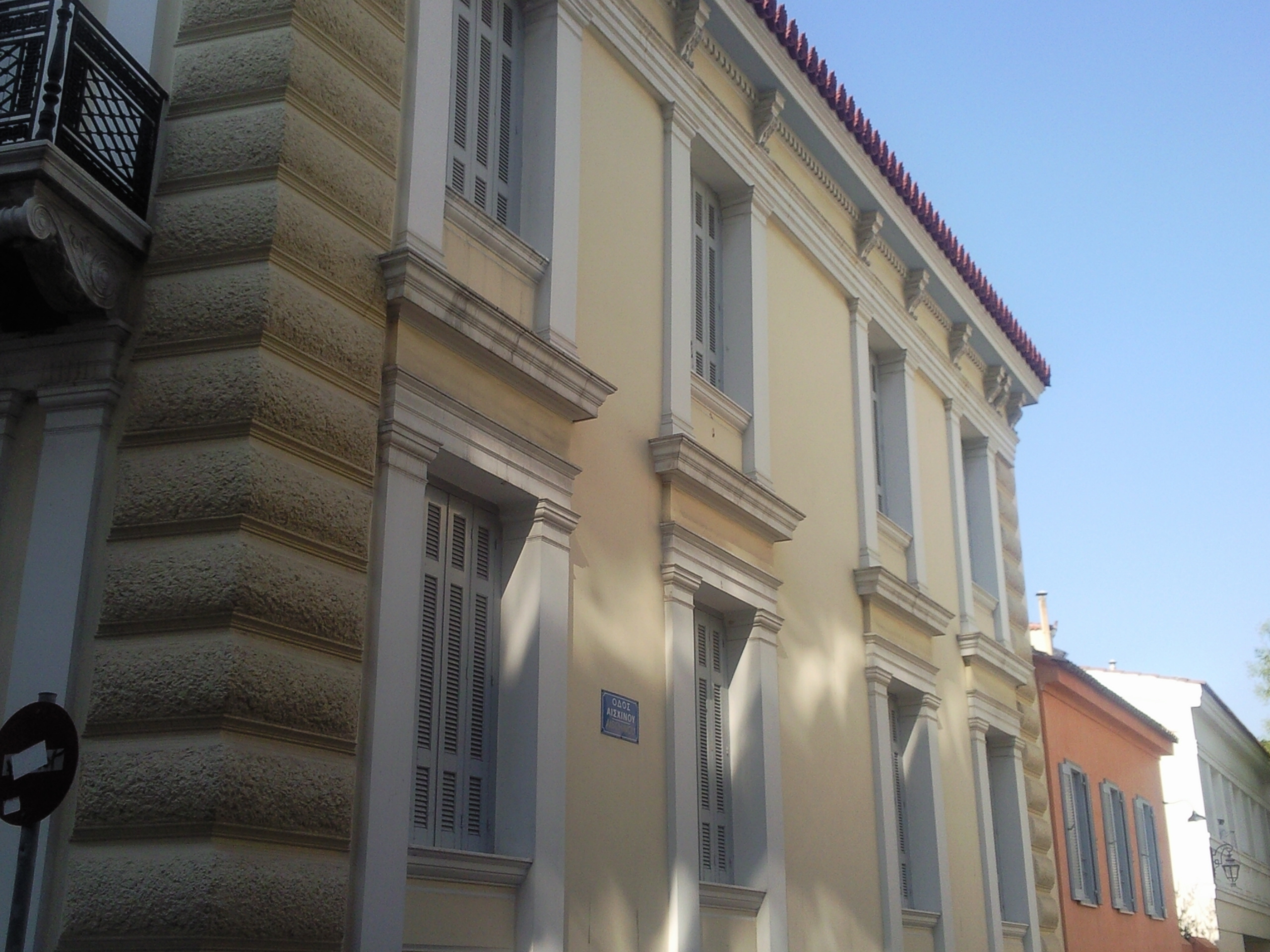
Typische huizen in Pláka

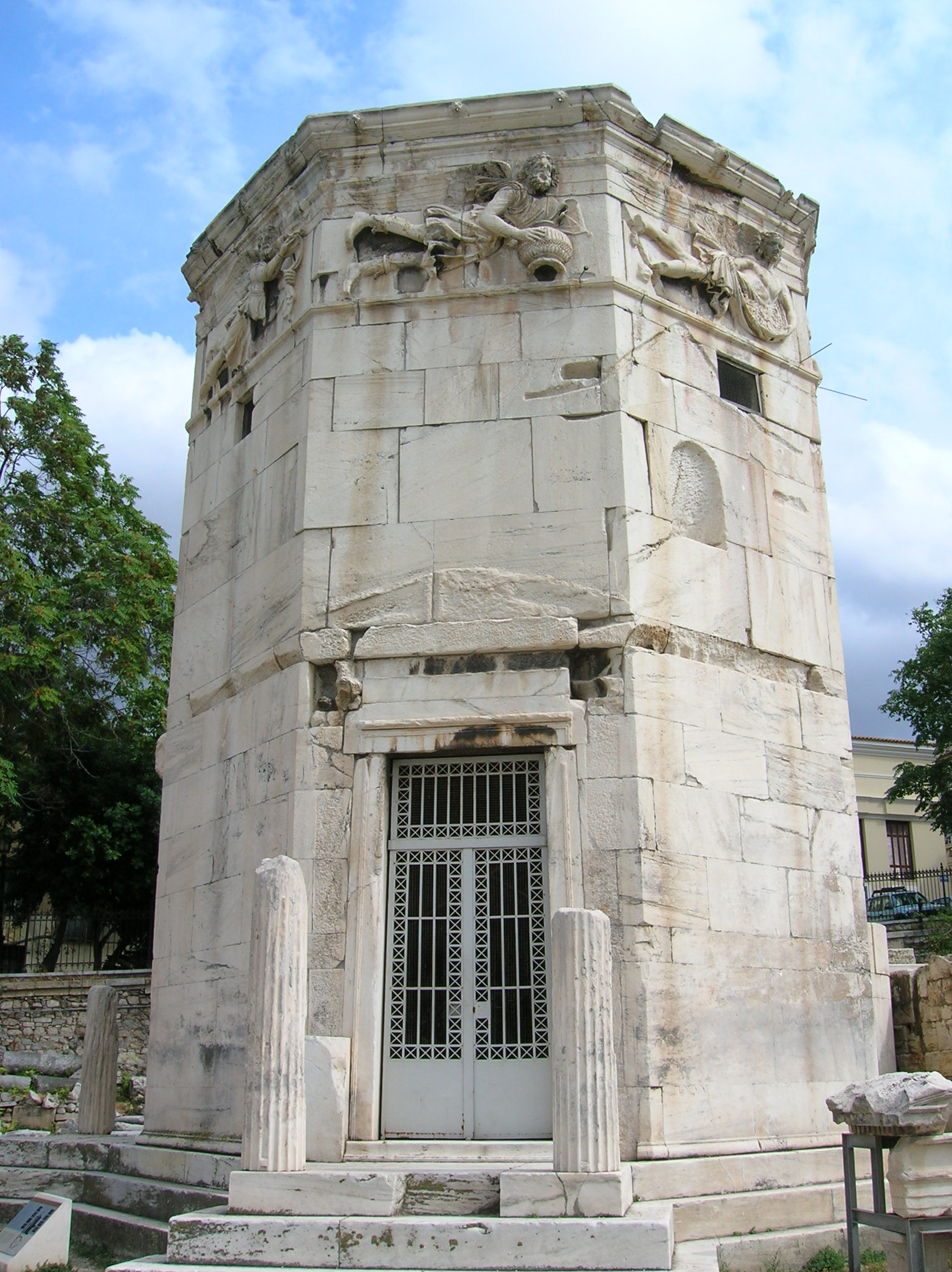
De Toren van de winden

Pláka (Grieks: Πλάκα) is een oude volksbuurt in Athene, ten zuiden van de Ermou tussen Monastiráki en Syntagma en ten noorden van de Akropolis van Athene. De buurt is populair bij toeristen, dat komt door het gezellige en authentieke karakter en de ligging aan de voet van de Akropolis.
In Pláka ligt ook de grote Bibliotheek van Hadrianus, een antiek onderwijscentrum van 100m x 80m, en de Romeinse Agora (markt), met het opvallende Dorische poortgebouw.
Aan het begin van de naar Omónia doorlopende Eolou bevindt zich de Toren van de winden of Aerides. Rondom dit achthoekige gebouwtje loopt een gebeeldhouwd fries met de allegorische voorstelling van de windstreken. Vroeger was er hierbinnen ook een wateruurwerk (klepsydra) te bezichtigen.